# Gregory Butler
Edward Gregory Butler (* 1940 in Belleville, Ontario) ist ein kanadischer Pianist und Musikpädagoge.

## Leben und Wirken
Butler erhielt seinen ersten Klavierunterricht im Alter von fünf Jahren und wurde als Zehnjähriger Schüler von Mona Bates. Nach seiner Highschool-Zeit studierte er an der Eastman School of Music der University of Rochester bei José Echániz und Eugene List und verfasste eine Dissertation über die Klaviersonaten von Harry Somers.
Butler trat als Pianist in vielen Städten Kanadas und der USA auf. Er erhielt eine Einladung ins Weiße Haus und spielte bei Auftritten in der Carnegie Hall und der Wigmore Hall die amerikanische und englische Uraufführung der Dritten Klaviersonate von Somers. Im Mittelpunkt von Butlers Repertoire stehen die Werke zeitgenössischer kanadischer Komponisten; so spielte er eine Gesamtaufnahme der Solowerke für Klavier von Court Stone ein. In den letzten fünfundzwanzig Jahren arbeitete Butler häufig im Duo mit dem Organisten David Palmer.
Er unterrichtete an der Mount Allison University, der Eastman School of Music und am MacMurray College in Jacksonville, Illinois. Von 1986 bis 1998 war er Direktor der School of Music der University of Windsor, die ihm nach seiner Emeritierung den Ehrentitel eines Professor Emeritus verlieh. Die Ontario Registered Music Teacher's Association zeichnete ihn mit dem Special Teachers' Award for Excellence in Musical Achievement aus.
| Personendaten    | Personendaten                                                   |
| ---------------- | --------------------------------------------------------------- |
| NAME             | Butler, Gregory                                                 |
| ALTERNATIVNAMEN  | Butler, Edward Gregory (vollständiger Name); Butler, E. Gregory |
| KURZBESCHREIBUNG | kanadischer Pianist und Musikpädagoge                           |
| GEBURTSDATUM     | 1940                                                            |
| GEBURTSORT       | Belleville, Ontario                                             |